# Cantone di Saint-Julien
Il Cantone di Saint-Julien era una divisione amministrativa dell'arrondissement di Lons-le-Saunier.
A seguito della riforma approvata con decreto del 17 febbraio 2014, che ha avuto attuazione dopo le elezioni dipartimentali del 2015, è stato soppresso.

## Composizione
Comprendeva i comuni di:
- Andelot-Morval
- La Balme-d'Épy
- Bourcia
- Broissia
- Dessia
- Florentia
- Gigny
- Lains
- Louvenne
- Monnetay
- Montagna-le-Templier
- Montfleur
- Montrevel
- Saint-Julien
- Villechantria
- Villeneuve-lès-Charnod